# Estatua ecuestre de Luis XIV
La estatua ecuestre de Luis XIV es una escultura a caballo que representa a Luis XIV, realizada en bronce y ubicada en la plaza de Armas frente al Palacio de Versalles. Hasta los años 2008-2009 estaba emplazada en el patio de Honor.

## Historia
La estatua fue diseñada por Pierre Cartellier. A su muerte en 1831, solo el caballo estaba terminado. Este fue inicialmente modelado para una estatua ecuestre de Luis XV, encargada en 1816 por Luis XVIII para la plaza de la Concordia de París, pero que finalmente no fue realizada. El jinete es obra de Louis Petitot, yerno de Cartelier. El conjunto fue fundido en bronce por Charles Crozatier en 1838. Las proporciones de las figuras del caballo y del rey son ligeramente distintas.
Erigida inicialmente en el Patio Real del palacio de Versalles, fue desmontada en febrero de 2006 con ocasión de la reconstrucción de la Verja Real de este patio. La restauración, con un coste de 500 000 euros, fue realizada por la Fundación de Coubertin. El 21 de abril de 2009, fue reubicada en la plaza de Armas del palacio de Versalles, justo enfrente del palacio.
Por otro lado, existe en Versalles otra estatua ecuestre, realizada en mármol y encargada por Luis XIV en 1671 al escultor y arquitecto Gian Lorenzo Bernini.
También existen otras estatuas ecuestres de Luis XIV, una en la plaza de las Victorias en París y otra en la plaza de Bellecour en Lyon.

## Galería de imágenes

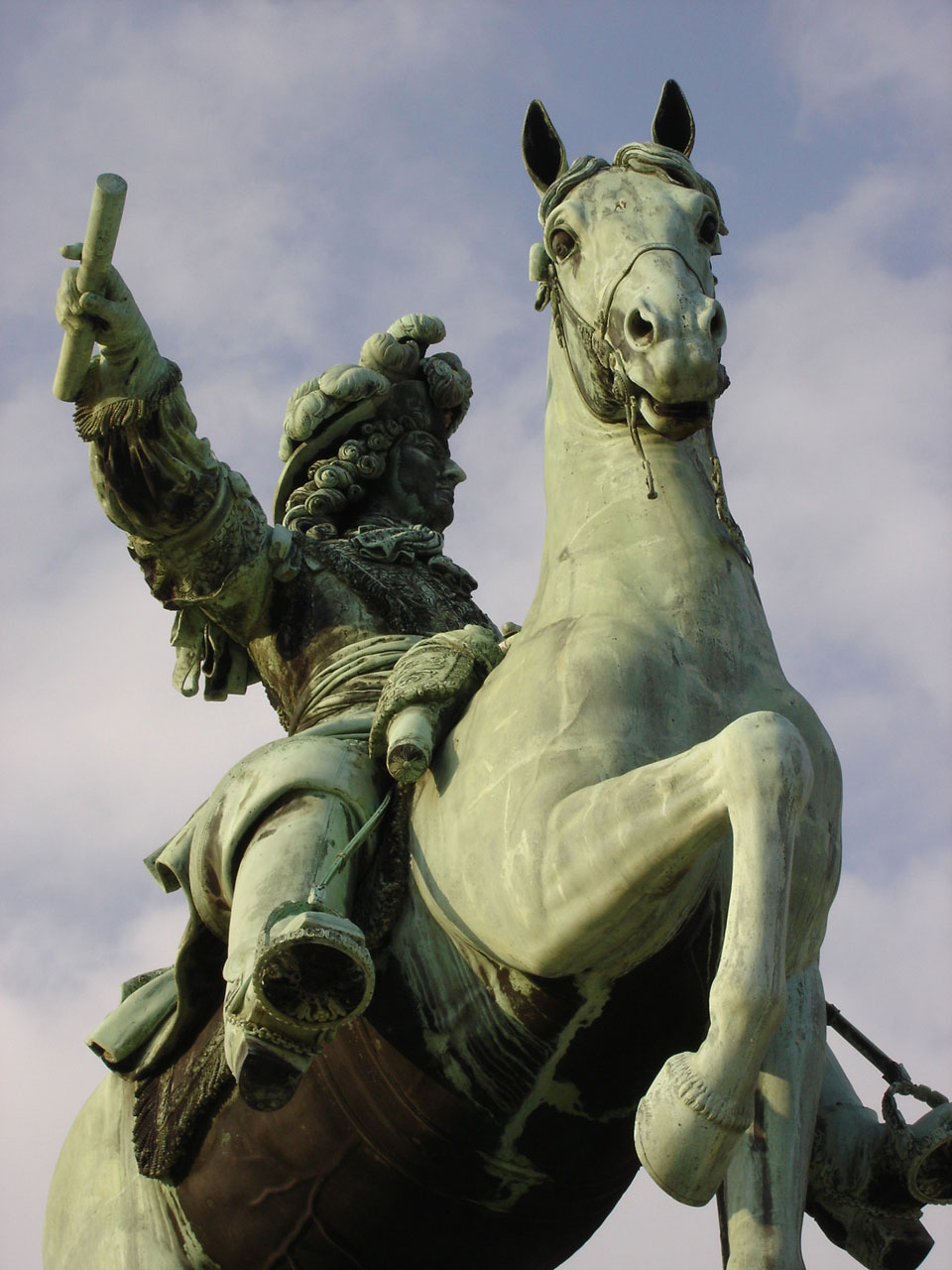
Primer plano de la estatua.
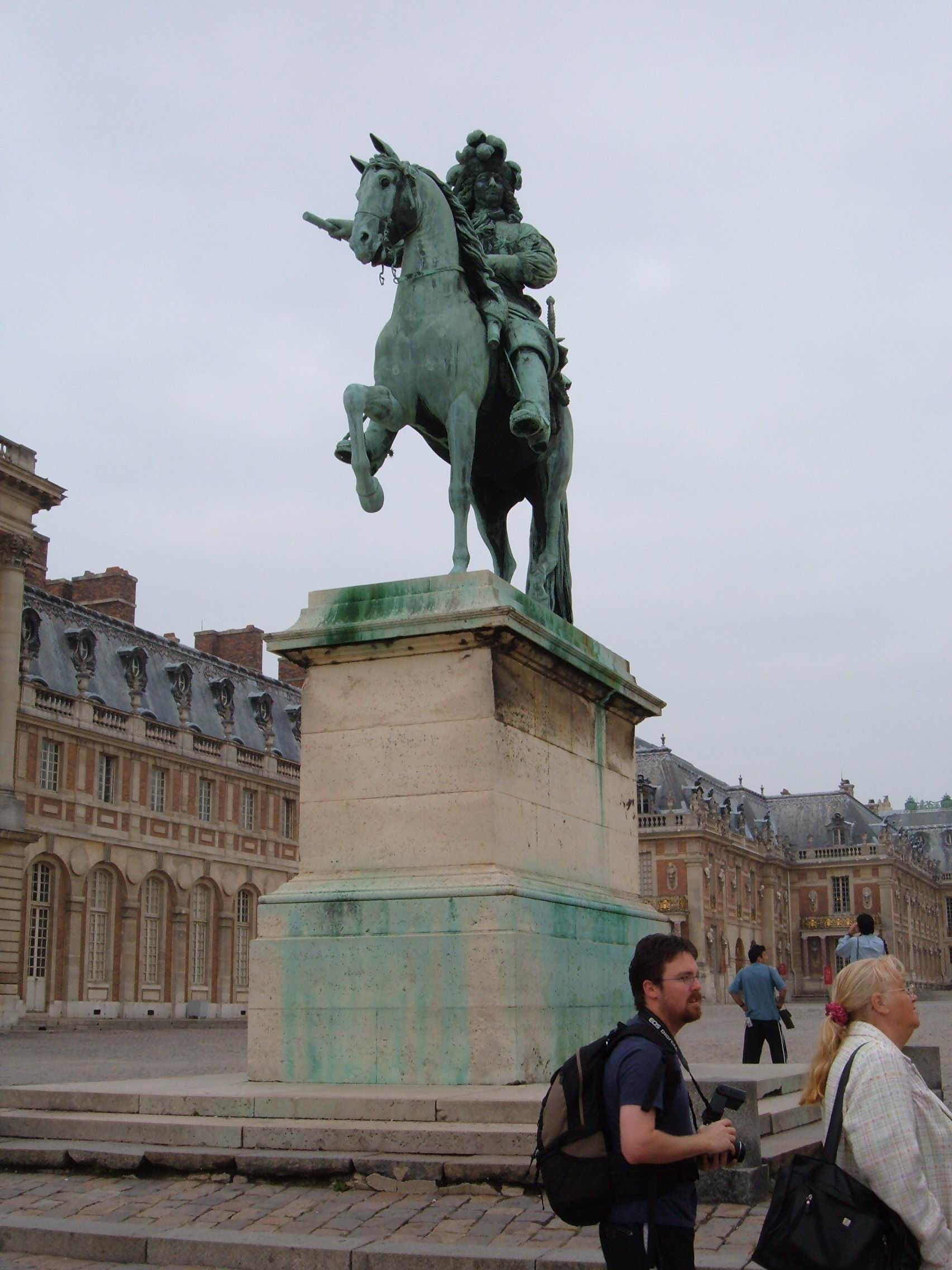
La escultura en el Patio Real en 2005.
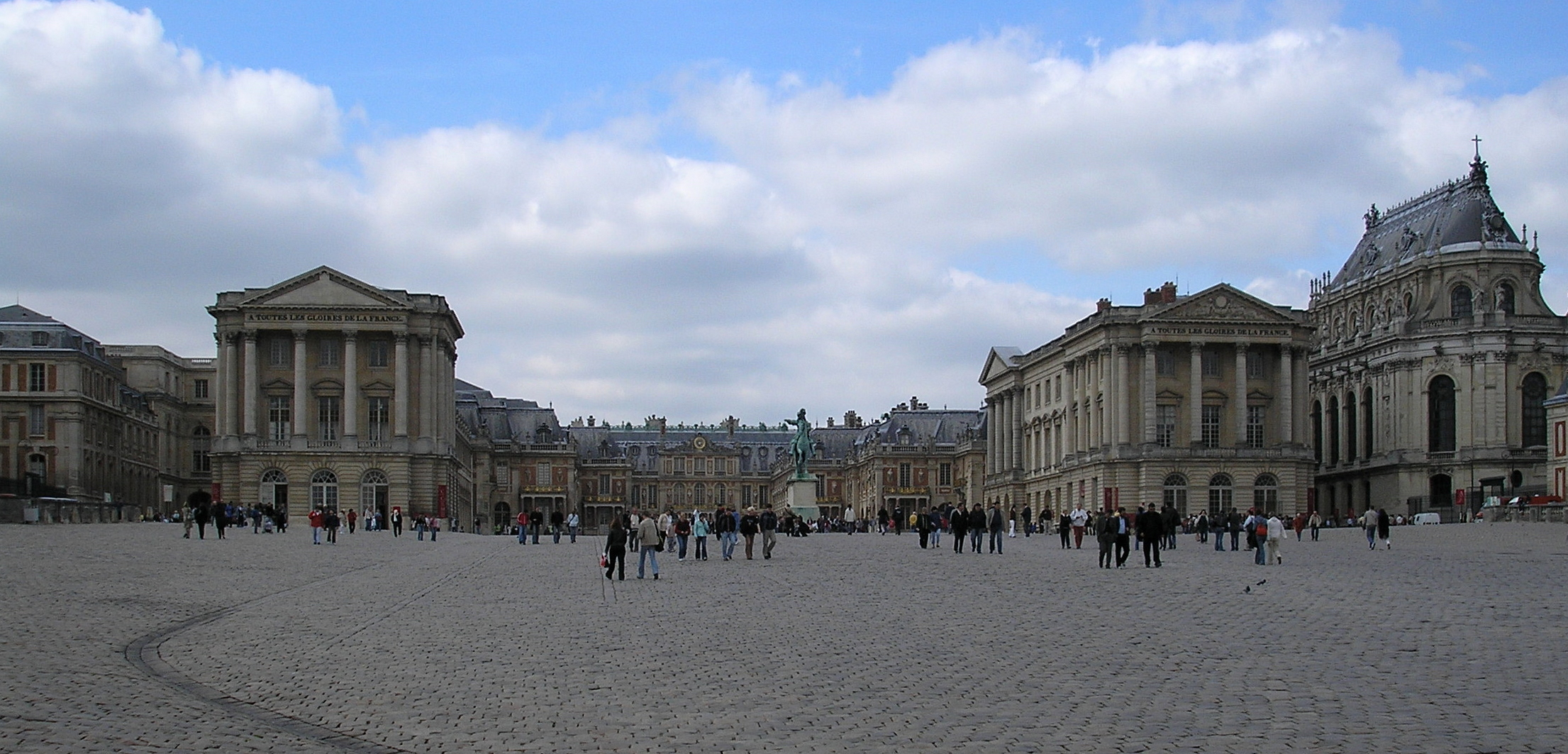
La estatua en el Patio Real en 2005. En la actualidad se encuentra en la plaza de Armas, a 150 metros de su ubicación anterior.
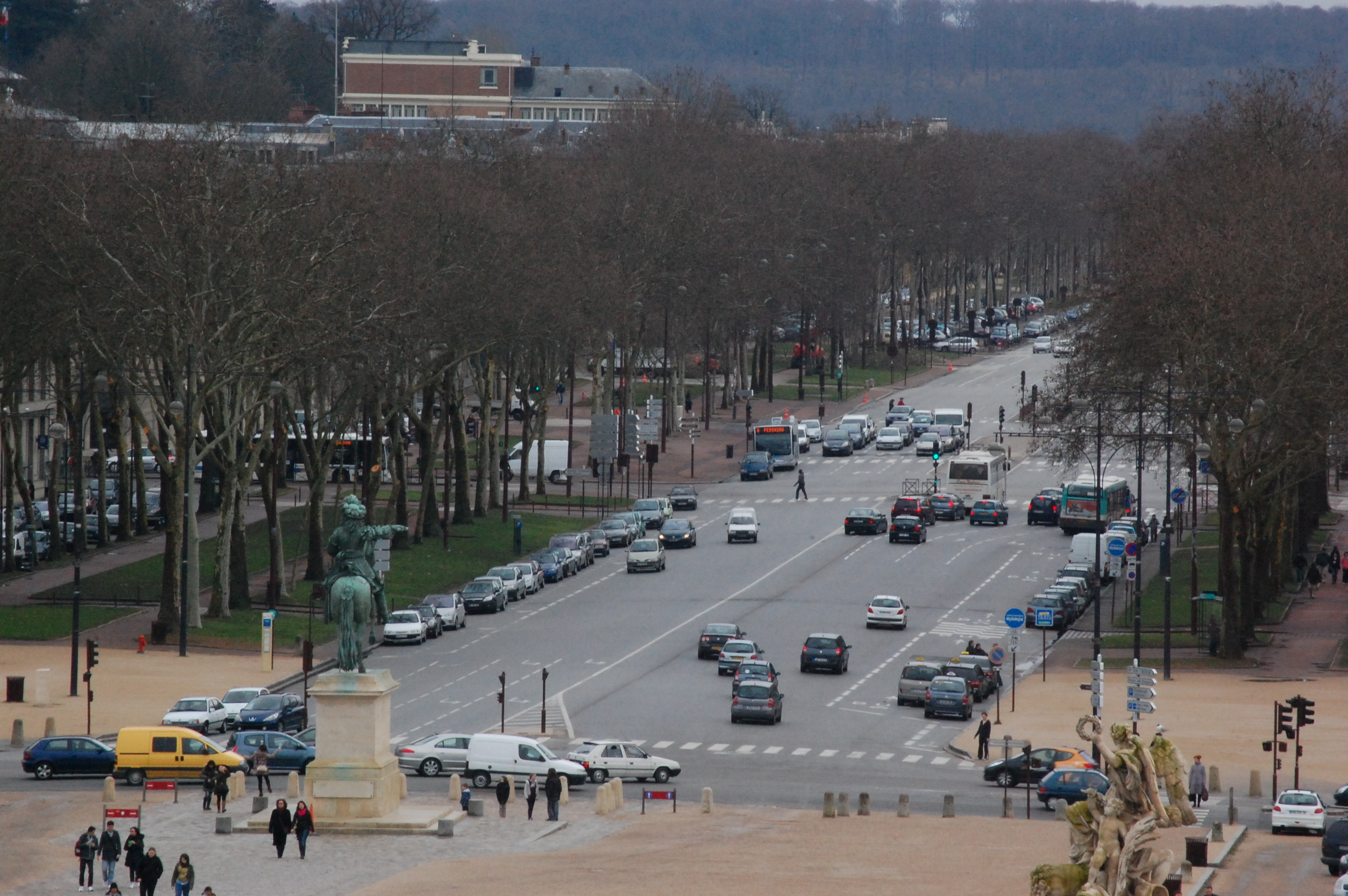
La escultura frente a la avenida de París.